# 吉野生駅
吉野生駅（よしのぶえき）は、愛媛県北宇和郡松野町吉野にある、四国旅客鉄道（JR四国）予土線の駅である。駅番号はG37。

## 歴史
- 1923年（大正12年）12月12日：宇和島鉄道の吉野駅（よしのえき）として開設[1]。
- 1933年（昭和8年）8月1日：宇和島鉄道国有化[1]。同時に移転し、吉野生駅（よしのぶえき）に改称[1]。
- 1970年（昭和45年）6月1日：貨物取扱廃止[1]。
- 1971年（昭和46年）11月8日：荷物扱い廃止[1][2]。無人駅化[3]。
- 1987年（昭和62年）4月1日：国鉄分割民営化によりJR四国に継承[1]。

## 駅構造
相対式ホーム2面2線を有し列車交換が可能な地上駅。木造駅舎が一部解体された状態で残っている。無人駅。

### のりば
| のりば | 路線    | 方向 | 行先             |
| ------ | ------- | ---- | ---------------- |
| 1      | ■予土線 | 下り | 近永・宇和島方面 |
| 2      | ■予土線 | 上り | 江川崎・窪川方面 |

※駅舎側のホームが1番のりばである。

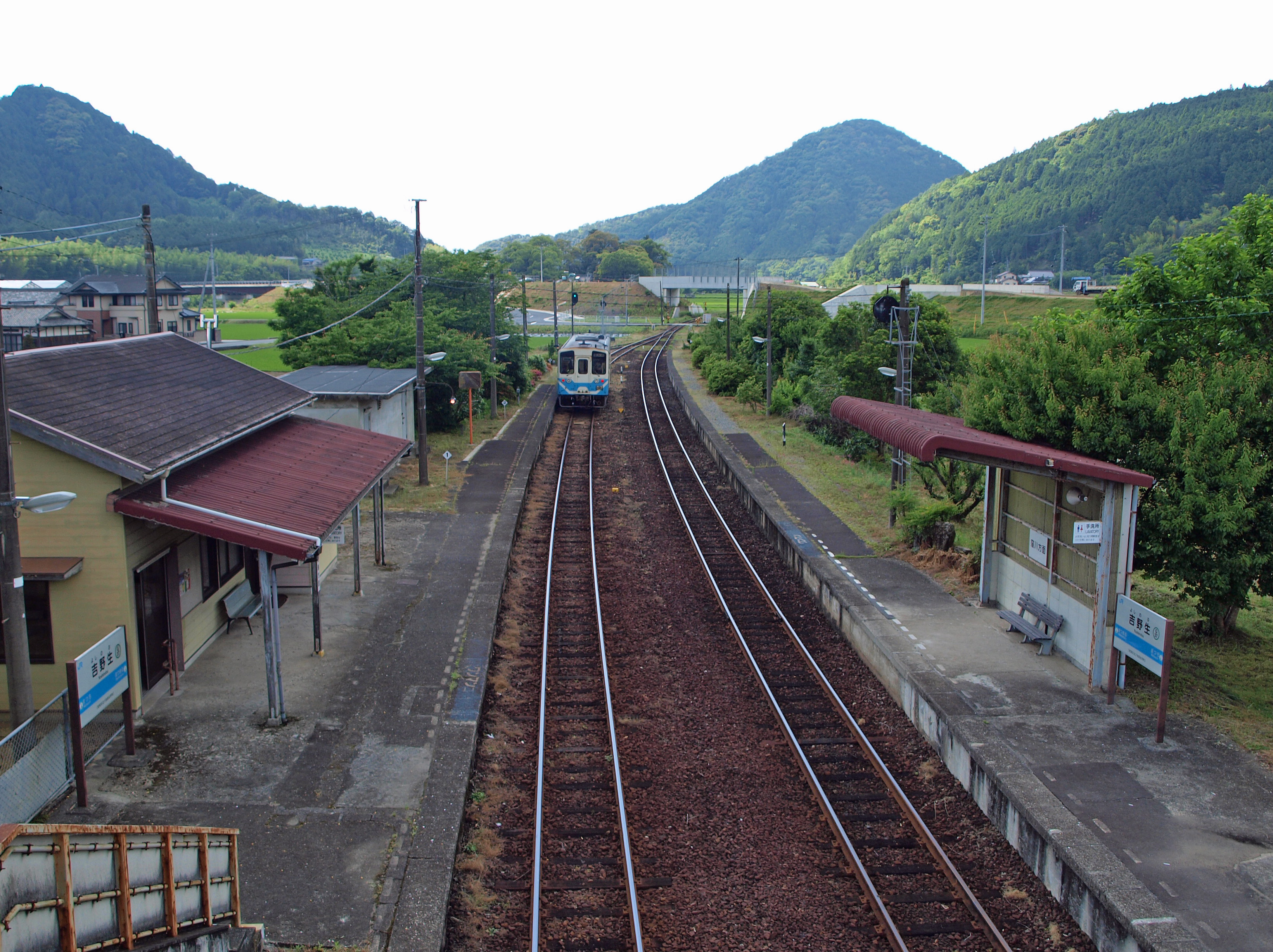
ホーム（2010年5月、跨線橋から）

## 利用状況
1日の平均乗降人員は以下の通り。
| 1日乗降人員推移 | 1日乗降人員推移 |
| 年度            | 1日平均人数     |
| --------------- | --------------- |
| 2011年          | 22              |
| 2012年          | 22              |
| 2013年          | 24              |
| 2014年          | 18              |
| 2015年          | 18              |
| 2016年          | 16              |
| 2017年          | 26              |
| 2018年          | 28              |

## 駅周辺
かつては駅前を国道が通っていた。なお、2012年（平成24年）9月19日に開通したバイパスは駅北側を通っている。
- 松野町役場吉野生支所
- 宇和島警察署吉野駐在所
- 吉野郵便局
- 国道381号松野東バイパス[6]
- 広見川

## 隣の駅
四国旅客鉄道（JR四国）
■予土線
- 臨時観光列車「しまんトロッコ」停車駅

真土駅 (G36) - 吉野生駅 (G37) - 松丸駅 (G38)